# Буас-Паншо
Буа́с-Паншо́ (фр. Boisse-Penchot, окс. Boissa e Panchòt) — коммуна во Франции, находится в регионе Окситания. Департамент — Аверон. Входит в состав кантона Деказвиль. Округ коммуны — Вильфранш-де-Руэрг.
Код INSEE коммуны — 12028.
Коммуна расположена приблизительно в 480 км к югу от Парижа, в 130 км северо-восточнее Тулузы, в 40 км к северо-западу от Родеза.

## Население
Население коммуны на 2008 год составляло 540 человек.
| 1962 | 1968 | 1975 | 1982 | 1990 | 1999 | 2008 |
| ---- | ---- | ---- | ---- | ---- | ---- | ---- |
| 652  | 735  | 622  | 646  | 546  | 509  | 540  |

## Экономика

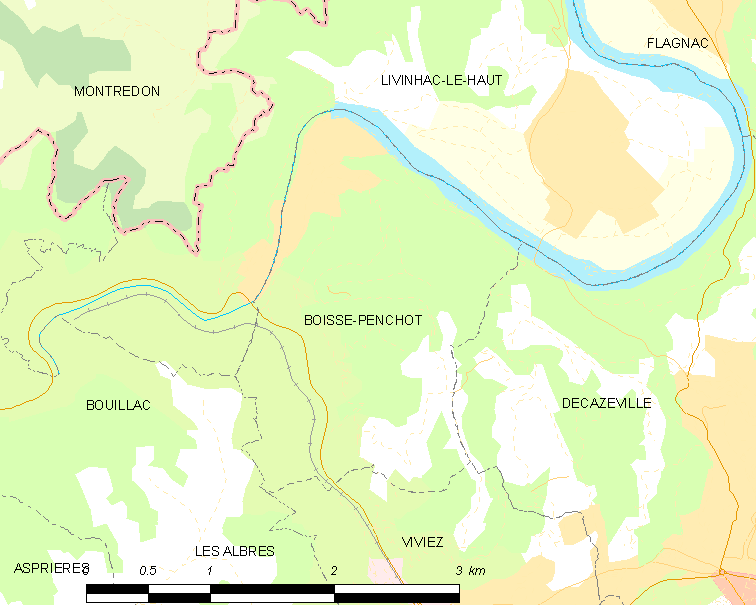
Карта коммуны

В 2007 году среди 311 человек в трудоспособном возрасте (15—64 лет) 211 были экономически активными, 100 — неактивными (показатель активности — 67,8 %, в 1999 году было 70,2 %). Из 211 активных работали 190 человек (110 мужчин и 80 женщин), безработных было 21 (6 мужчин и 15 женщин). Среди 100 неактивных 17 человек были учениками или студентами, 40 — пенсионерами, 43 были неактивными по другим причинам.